# Střevlík zahradní
Střevlík zahradní (Carabus hortensis) je brouk z čeledi střevlíkovití rozšířený v Evropě. Stejně jako ostatní druhy střevlíků je dravý a loví různé bezobratlé.

## Vzhled
Imaga mohou být dlouhá 22 až 30 milimetrů. Na každé krovce má dvě řady zlatě nebo mosazně zbarvených jamek, vzácně také zeleně. Obvod krovek bývá načervenalý, vzácněji pak zelený, modrý, nebo nafialovělý.

### Rozšíření
Střevlík zahradní je rozšířen ve velké části Evropy. Nevyskytuje se však v Británii, na Pyrenejském poloostrově, v Belgii, Nizozemsku, Řecku, Rumunsku, a středomořských ostrovech. V České republice se vyskytuje poddruh Carabus hortensis hortensis.

### Výskyt
Dospělce lze nalézt od dubna do září, kdy se navzdory svému jménu vyskytuje převážně v lesích, až vzácněji také na polích, v zahradách, či na okrajích cest. Ve dne je zalezlý v úkrytu, obvykle na vlhčím místě. Dospělci zimují často pod kůrou nebo ve dřevě. Jedná se o jednoho z nejběžnějších českých střevlíků, ale v horách je vzácný.